# بخش ونسبوری
بخش ونسبوری (به سوئدی: Vänersborgs kommun) یک ناحیه شهرداری در سوئد است که در شهرستان وسترا گوتلاند واقع شده‌است.

## خواهرخوانده
شهرهای Herning Municipality, Kangasala, Eiði, Arsuk, Siglufjörður، هولمستران، رپینا، Omaruru و Husby خواهرخوانده‌های بخش ونسبوری هستند.